# Dom van Gallipoli

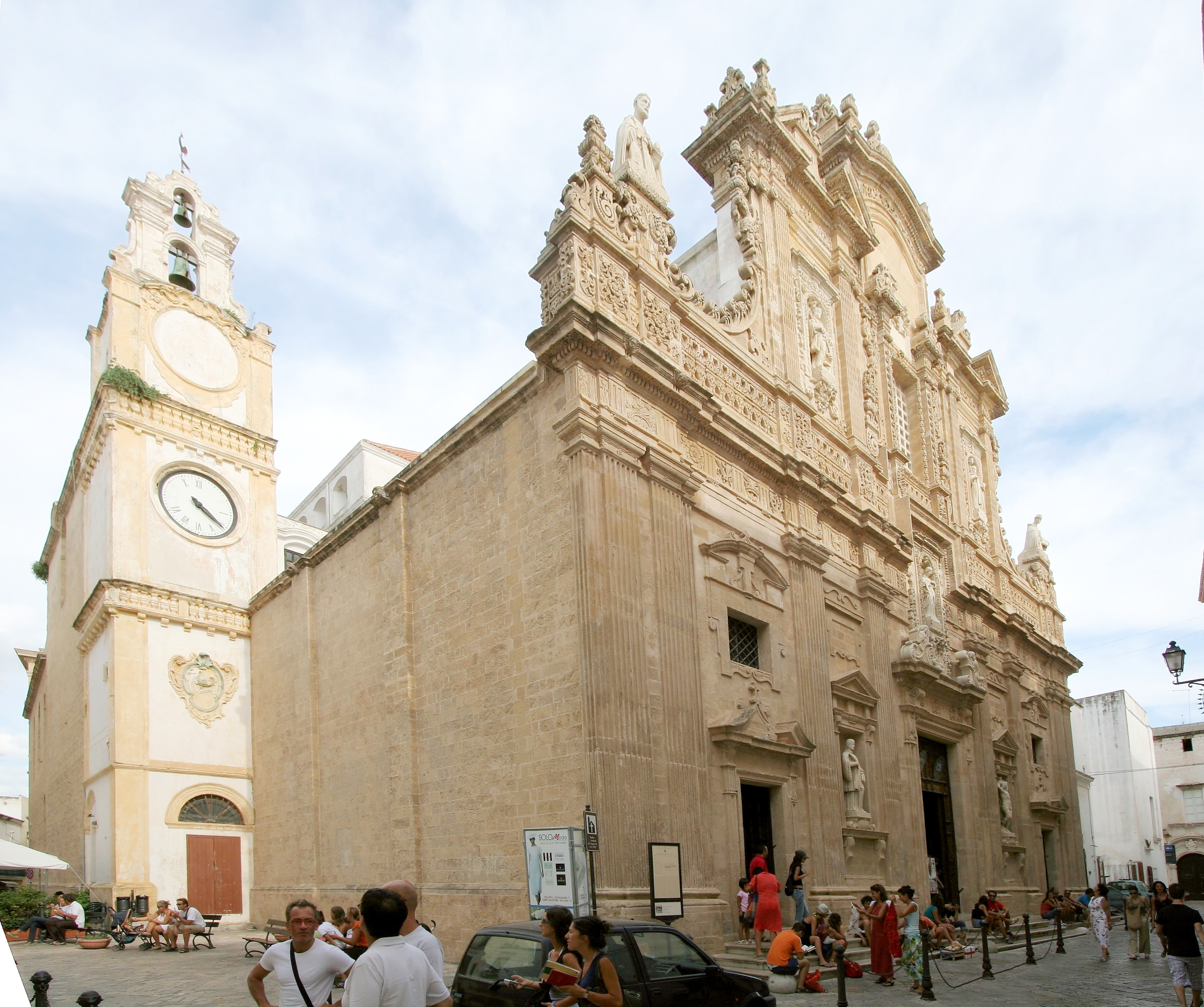
Dom van Gallipoli in Italië

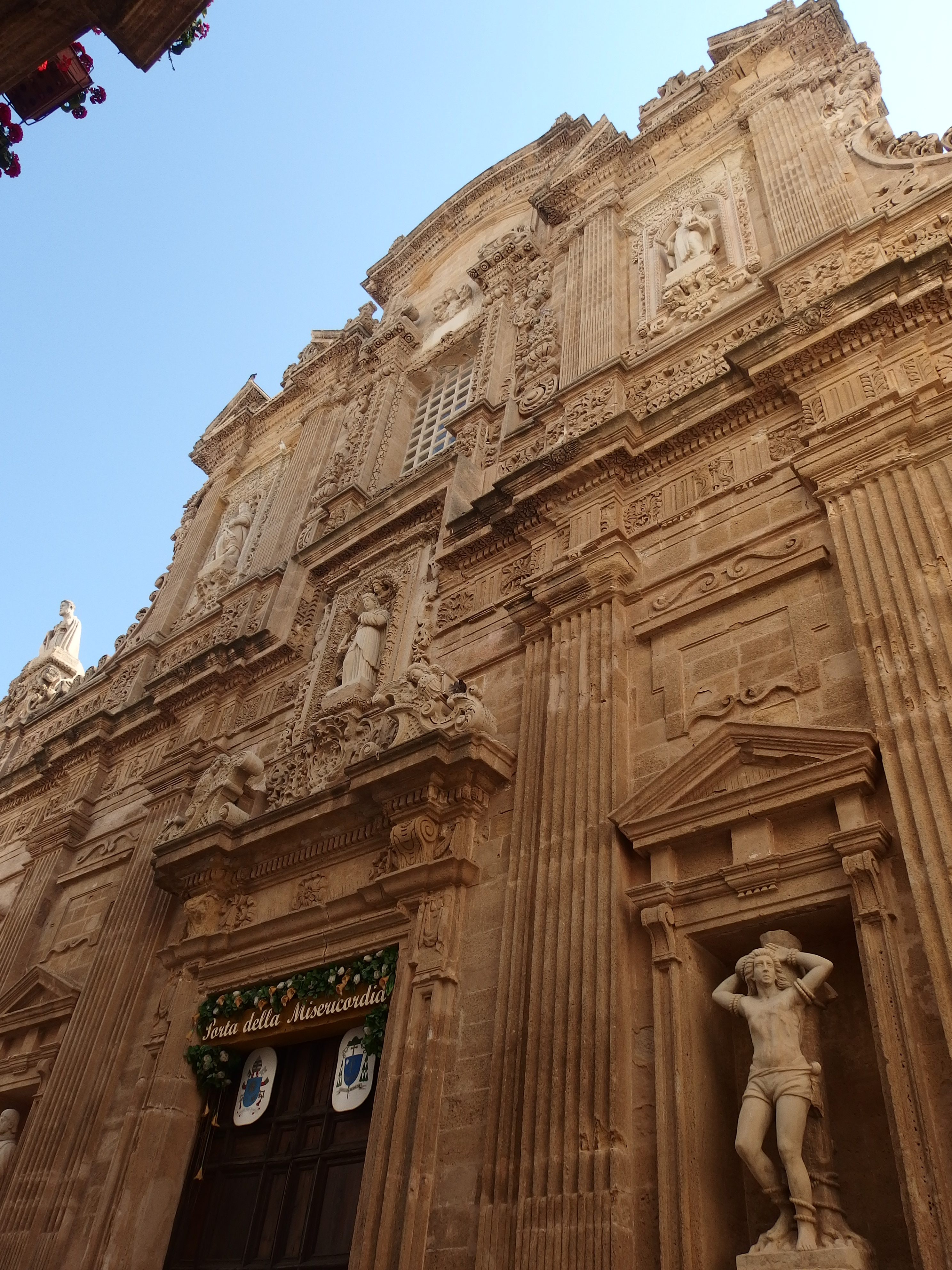
Voorgevel met rechts beeld van de heilige Sebastiaan

De dom van Gallipoli (17e eeuw) is de basiliek-co-kathedraal van deze Zuid-Italiaanse stad in de regio Apulië. Ze wordt ook de kathedraal van de heilige Agatha genoemd; zij is toegewijd aan Agatha van Sicilië, een van de patroonheiligen van de stad. De dom bevindt zich aan de Piazza Duomo in het centrum van de oude stad.
In 1946 schonk paus Pius XII de kathedraal de titel van basiliek op vraag van bisschop Nicola Margotta van Gallipoli.
Gallipoli was de zetel van het bisdom Gallipoli van de 6e eeuw tot 1986. Sinds de fusie met het bisdom Nardo, heeft de dom de functie van co-kathedraal voor de bisschop van Nardo-Gallipoli. 

## Historiek

### Voor de 17e eeuw
Gallipoli werd een bisschopszetel in de 6e eeuw, onder impuls van het Byzantijns bestuur in Zuid-Italië. De oude kathedraal uit de Middeleeuwen was toegewijd aan de heilige Johannes Chrysostomos. De Byzantijnen cultiveerden ook de verering van de voetstappen van Petrus: Petrus kwam met zijn sloepje in Zuid-Italie aan, trok te voet naar Rome en stichtte onderweg christengemeenten zoals Gallipoli. 
De Normandiërs in Zuid-Italië herbouwden de kathedraal in Normandisch-Puglische stijl. In 1126 veranderde de oude kathedraal van naam en werd ze toegewijd aan Agatha van Sicilië. Dit had te maken met een miraculeus voorval rond de vondst van de tepel van Agatha op het strand. Sinds dan kende de verering rond het relikwie een toename met een jaarlijkse processie op 5 februari; Agatha werd een van de patroonheiligen van het bisdom Gallipoli.
Tijdens de 13e eeuw was de dom een tijd onbruikbaar door het oorlogsgeweld van koning Karel I van Napels. Tijdelijk diende de Santa Maria della Lizzakerk in Alezio als kathedraal.

### Barokke kathedraal
In 1629 liet bisschop Consalvo de Rueda de oude kathedraal, die deels in puin lag, afsmijten. Het bisschopshuis dat in een van de twee klokkentorens was ingebouwd, werd mee afgebroken. Hetzelfde jaar nog kon de bisschop plechtig de eerste steen leggen van de barokke kathedraal. De werken waren klaar in 1696 tijdens het episcopaat van Antonio Perez de La lastra, een Spaans prelaat. De inrichting met schilderijen en fresco’s liep nog verder tot in de 18e eeuw. De monumentale voorgevel is opgebouwd in twee verdiepingen en draagt het eindjaar van de bouw in de gevel (1696). De kathedraal heeft de vorm van een Latijns kruis. Aan het linker zijaltaar bevindt zich het relikwie van Agatha van Sicilië en aan het rechteraltaar dit van Sebastiaan, een andere martelaar. De klokken zijn boven elkaar gemonteerd op het hoogste terras en hangen dus niet binnen de klokkentoren. In de kathedraal wordt een lijkwade vereerd, die volgens de inwoners vergelijkbaar is met de lijkwade van Turijn.